# Cumberland (Maine)
Cumberland ist eine Town im Cumberland County des Bundesstaates Maine in den Vereinigten Staaten. Im Jahr 2020 lebten dort 8473 Einwohner in 3384 Haushalten auf einer Fläche von 67,5 km².

## Geografie
Nach den Angaben des United States Census Bureaus hat Cumberland eine Fläche von 120,1 km², wovon 67,5 km² aus Land und 52,6 km² aus Gewässern bestehen.

### Geografische Lage
Cumberland liegt in der Mitte des im südlichen Maine gelegenen Cumberland County und gehört zur Metropolregion Portland–South Portland–Biddeford. Im Südosten grenzt die Stadt an den Atlantik. Der Forest Lake grenzt im Westen an das Gebiet der Town und der Knight Pond im Osten. Mehrere kleinere Flüsse fließen in südliche und südöstliche Richtung durch das Gebiet. Sie münden im Atlantischen Ozean. Die Oberfläche ist eher eben, ohne nennenswerte Erhebungen. Auf dem Gebiet findet hauptsächlich Landwirtschaft statt.

### Nachbargemeinden
Alle Entfernungen sind als Luftlinien zwischen den offiziellen Koordinaten der Orte aus der Volkszählung 2010 angegeben.
- Nordosten: North Yarmouth, 3,1 km
- Osten: Yarmouth, 10,2 km
- Süden: Falmouth, 3,4 km
- Westen: Windham, 17,2 km
- Nordwesten: Gray, 13,6 km

### Stadtgliederung
Cumberland gliedert sich in mehrere Siedlungen, Cumberland Foreside, Cumberland Center, West Cumberland, Bald Hill (ehemaliger Standort eines Postamtes), Cumberland Station, Muskrat Hollow, Poland Corners (ehemaliger Standort eines Postamtes) und Wildwood Park. Cumberland Center ist ein Census-designated place.

### Klima
Die mittlere Durchschnittstemperatur in Cumberland liegt zwischen −6,1 °C (21° Fahrenheit) im Januar und 20,6 °C (69° Fahrenheit) im Juli. Damit ist der Ort gegenüber dem langjährigen Mittel der USA um etwa 9 Grad kühler. Die Schneefälle zwischen Oktober und Mai liegen mit bis zu zweieinhalb Metern mehr als doppelt so hoch wie die mittlere Schneehöhe in den USA; die tägliche Sonnenscheindauer liegt am unteren Rand des Wertespektrums der USA.

## Geschichte
Die Stadt wurde 1821 aus der Stadt North Yarmouth ausgegliedert. Ephraim Sturdivant, der erste Schatzmeister der Stadt, wurde von der Stadtverwaltung ausgewählt, der neuen Stadt ihren Namen zu geben. Er wählte den Namen des Countys, in dem die Stadt liegt.
Die Cumberland Fair, eine der größten Agrarmessen in Maine, findet seit 1868 jährlich im September in Cumberland statt.
Am 1. Juli 2007 wurde Chebeague Island aus dem Stadtgebiet Cumberlands ausgegliedert und als eigene Stadt gegründet.

### Einwohnerentwicklung
| Volkszählungsergebnisse – Town of Cumberland, Maine | Volkszählungsergebnisse – Town of Cumberland, Maine | Volkszählungsergebnisse – Town of Cumberland, Maine | Volkszählungsergebnisse – Town of Cumberland, Maine | Volkszählungsergebnisse – Town of Cumberland, Maine | Volkszählungsergebnisse – Town of Cumberland, Maine | Volkszählungsergebnisse – Town of Cumberland, Maine | Volkszählungsergebnisse – Town of Cumberland, Maine | Volkszählungsergebnisse – Town of Cumberland, Maine | Volkszählungsergebnisse – Town of Cumberland, Maine | Volkszählungsergebnisse – Town of Cumberland, Maine |
| Jahr                                                | 1800                                                | 1810                                                | 1820                                                | 1830                                                | 1840                                                | 1850                                                | 1860                                                | 1870                                                | 1880                                                | 1890                                                |
| --------------------------------------------------- | --------------------------------------------------- | --------------------------------------------------- | --------------------------------------------------- | --------------------------------------------------- | --------------------------------------------------- | --------------------------------------------------- | --------------------------------------------------- | --------------------------------------------------- | --------------------------------------------------- | --------------------------------------------------- |
| Einwohner                                           |                                                     |                                                     |                                                     | 1558                                                | 1616                                                | 1656                                                | 1713                                                | 1626                                                | 1619                                                | 1487                                                |
| Jahr                                                | 1900                                                | 1910                                                | 1920                                                | 1930                                                | 1940                                                | 1950                                                | 1960                                                | 1970                                                | 1980                                                | 1990                                                |
| Einwohner                                           | 1404                                                | 1403                                                | 1150                                                | 1378                                                | 1491                                                | 2030                                                | 2765                                                | 4096                                                | 5284                                                | 5836                                                |
| Jahr                                                | 2000                                                | 2010                                                | 2020                                                | 2030                                                | 2040                                                | 2050                                                | 2060                                                | 2070                                                | 2080                                                | 2090                                                |
| Einwohner                                           | 7159                                                | 7211                                                | 8473                                                |                                                     |                                                     |                                                     |                                                     |                                                     |                                                     |                                                     |

## Kultur und Sehenswürdigkeiten

### Bauwerke
Zwei Gebäude stehen unter Denkmalschutz und wurden ins National Register of Historic Places aufgenommen.
- Capt. Reuel and Lucy Merrill House, aufgenommen 1999, Register-Nr. 99000378
- Winn Road School, aufgenommen 1984, Register-Nr. 84001364

## Wirtschaft und Infrastruktur

### Verkehr
Seit 1848 verfügt Cumberland über einen Eisenbahnanschluss. Die Hauptstrecke der späteren Grand Trunk Railway führt an der Küste entlang durch das Gebiet der Town, welches an dieser Strecke auch über einen Bahnhof verfügte, der jedoch nicht mehr benutzt wird. Eine zweite Bahn wurde parallel, aber etwas weiter im Landesinneren 1851 durch die Portland and Kennebec Railroad gebaut. An ihrem Bahnhof zweigte von 1871 bis 1912 die Hauptstrecke nach Bangor ab. Der Bahnhof ist als Güterbahnhof noch heute in Betrieb. Der letzte Personenzug hielt 1960 in Cumberland, das zuletzt nur noch Bedarfshaltepunkt war.
Die Town war von 1898 bis 1933 durch eine Strecke der Straßenbahn Portland erschlossen, die von Portland über Cumberland nach Yarmouth führte. Durch West Cumberland fuhr von 1914 bis 1933 außerdem die Portland–Lewiston Interurban Railroad.
Die Hauptlast des Straßenverkehrs in Cumberland tragen die Interstate 95, die durch West Cumberland führt, und die Interstate 295, die entlang der Küste verläuft. Ebenfalls an der Küste durchquert der Highway 1 den Ort. Durch Cumberland Foreside verläuft die Maine State Route 88, durch Cumberland Center die Route 9 und durch West Cumberland die Route 26 sowie die Route 100.
Der nächstgelegene internationale Flughafen ist in Portland etwa 18 Kilometer entfernt.

### Öffentliche Einrichtungen
In Cumberland gibt es keine medizinischen Einrichtungen. Die nächstgelegenen Krankenhäuser für die Bewohner von Cumberland befinden sich in Portland, Yarmouth und Falmouth.
Cumberland besitzt eine eigene Bibliothek. Die Prince Memorial Library befindet sich in der Main Street in Cumberland Center.

### Bildung
Cumberland gehört mit Chebeague Island und North Yarmouth zum Maine School Administrative District 51.
Im Distrikt werden folgende Schulen angeboten:
- Greely High School in Cumberland
- Greely Middle School in Cumberland
- Mabel I. Wilson School in Cumberland

## Persönlichkeiten

### Söhne und Töchter der Stadt
- Charles G. Morton (1861–1933), Generalmajor der United States Army
- Sarah Piampiano (* 1980), Triathletin und Ironman-Siegerin